# Legenda o Białym Kle
Legenda o Białym Kle (fr. La Légende de Croc-Blanc, ang. The Legend of White Fang) – francusko-kanadyjski serial animowany oparty na podstawie książki Jacka Londona. W Polsce emitowany był na TVP2 w latach 1997-1998.

## Lista odcinków
| Nr  | Polski tytuł | Francuski tytuł      | Angielski tytuł |
| --- | ------------ | -------------------- | --------------- |
| 01. | Pułapka      | Le piège             | The Trap        |
| 02. | Bryłka złota | La pépite d'or       | The Gold Nugget |
| 03. |              | Croc Blanc est banni | Banished        |
| 04. |              | William              |                 |
| 05. |              | L'or des fous        |                 |
| 06. |              | Deux êtres libres    |                 |
| 07. |              | Le fil de la vie     |                 |
| 08. |              | Le cargo des glaces  |                 |
| 09. |              | L'expédition         |                 |
| 10. |              | Le saut du danger    |                 |
| 11. |              | Le puit d'or         |                 |
| 12. |              | Un filon en or       |                 |
| 13. |              | La vengeance         |                 |

- 14. Les loutres en danger
- 15. Sharper
- 16. Les bonnes manières
- 17. L'escapade de Wendy
- 18. Le traître
- 19. Grand reportage
- 20. Le lynx
- 21. Le masque sacré
- 22. Le charlatan
- 23. Kawee
- 24. Promenade en ville
- 25. L'équipe
- 26. Les castors